# Кёниг, Генрих Йозеф
Ге́нрих Йозеф Кёниг (нем. Heinrich Joseph Koenig; 19 марта 1790 — 23 сентября 1869) — немецкий исторический романист, журналист, историк литературы.
Был членом гессен-кассельского сейма, не раз подвергался гонениям. Его лучшие исторические романы — «Небесная невеста» (нем. «Die hohe Braut»; 1873) и «Майнцский клуб» (нем. «Die Klubbisten in Mainz»; 1847). Главному герою второго из них Георгу Форстеру Кёниг посвятил подробную биографию «Жизнь Георга Форстера» (1858). В 1862 г. издано собрание повестей Кёнига «Немецкие семейства» (нем. «Deutsche Familien»).
В 1840 была издана книга «Очерки русской литературы», написанная на основе бесед с известным популяризатором русской словесности Николаем Мельгуновым.
На русский язык была переведена повесть «Карнавал короля Иеронима» («Исторический Вестник», 1887).